# 포획 후 방생

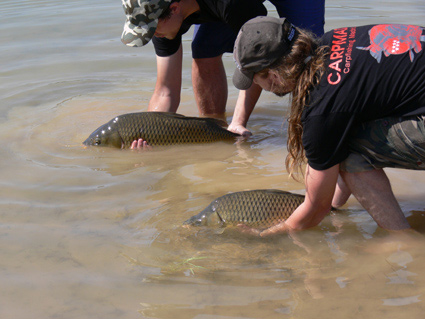
포획 후 방류

포획 후 방생(catch and release 캐치 앤 릴리즈[*])는 레저어획(recreational fishing)의 한 실천방법이다. 포획한 이후 물고기의 몸무게를 빠르게 잰 다음 포획의 증거로서 사진을 찍은 다음 물고기로부터 고리를 빼낸 뒤 생존 상태로 물에 복귀시키는 일이다.
포획 후 방생은 남획을 예방하기 위해 만들어진 방법이다.